# Síran draselný
Síran draselný (K2SO4) je draselná sůl kyseliny sírové. Jedná se o nehořlavou bílou krystalickou látku rozpustnou ve vodě. Často se používá jako umělé hnojivo, protože obsahuje jak draslík, tak síru.

## Historie
Síran draselný je znám od počátku 14. století, studovali ho Glauber, Boyle a Tachenius. V 17. století byl nazýván arcanuni nebo sal duplicatum, protože je kombinací kyselé soli se solí zásaditou.

## Přírodní zdroje
Nerostná forma síranu draselného, jmenovitě arkanit, je poměrně vzácná. Hojně se síran draselný vyskytuje ve Stassfurtově soli. Jde o kokrystalizace síranu draselného a síranů hořčíku, vápníku a sodíku. Jsou to:
- kainit, MgSO4·KCl·H2O
- schönit, K2SO4·MgSO4·6 H2O
- leonit, K2SO4·MgSO4·4 H2O
- langbeinit, K2SO4·2 MgSO4
- glaserit, K3Na(SO4)2
- polyhalit, K2SO4·MgSO4·2 CaSO4·2 H2O

Z některých z těchto minerálů, například kainitu, lze síran draselný oddělit, protože je zbývající sůl méně rozpustná ve vodě.

## Výroba
- Síran draselný lze syntetizovat rozkladem chloridu draselného síranem sodným.
- Hargreavesova metoda je v zásadě stejný proces, ale s jinými výchozími materiály. Oxid siřičitý, kyslík a voda (výchozí materiály pro kyselinu sírovou) reagují s chloridem draselným. Kyselina chlorovodíková se odpaří.
- Síran draselný lze vyrábět reakcí chloridu draselného a kyseliny sírové (v molárním poměru):

2 KCl + H2SO4 → K2SO4 + 2 HCl
nebo srážecí reakcí, kdy reaguje jodid draselný se síranem měďnatým za vzniku síranu draselného a nerozpustného jodidu měďnatého:
2 KI + CuSO4 → K2SO4 + CuI2 (↓)

## Vlastnosti
Bezvodé krystaly tvoří dvojité šesterečné pyramidy, ve skutečnosti jsou ale klasifikovány jako kosočtverečné. Jsou průhledné, velmi tvrdé a mají hořkou slanou chuť. Sůl je rozpustná ve vodě, ale nerozpustná v roztocích hydroxidu draselného (specifická hmotnost 1,35) nebo v čistém ethanolu. Taje při 1 078 °C.

## Použití
Hlavní použití síranu draselného je jako hnojivo. Surová sůl se také někdy používá při výrobě skla.

## Hydrogensíran draselný
Hydrogensíran draselný KHSO4 lze snadno vyrobit smíšením K2SO4 s ekvivalentním molárním množstvím kyseliny sírové. Tvoří kosočtverečné pyramidy, které tají při 197 °C. Při 0 °C se rozpouští ve třech dílech vody. Roztok se chová více jako kdyby jeho dva spolutvůrci, K2SO4 a H2SO4, byli pohromadě každý samostatně; nadbytek ethanolu vysráží síran draselný (s trochou hydrogensíranu) a zbude kyselina sírová.
Chování roztavené suché soli, když se zahřeje na teplotu několika stovek stupňů, je podobné. Chová se podobně jako křemičitany, titanáty apod., stejně jako když se kyselina sírová zahřeje nad svůj bod varu. Proto se sůl využívá v analytické chemii jako dezintegrační činidlo. Pro informace o jiných solích, které obsahují sírany, viz sírany.